# Marseilles (Illinois)
Marseilles je grad u američkoj saveznoj državi Ilinois. Prema popisu stanovništva iz 2010. u njemu je živjelo 5.094 stanovnika.